# Собор Святого Якова (Єрусалим)

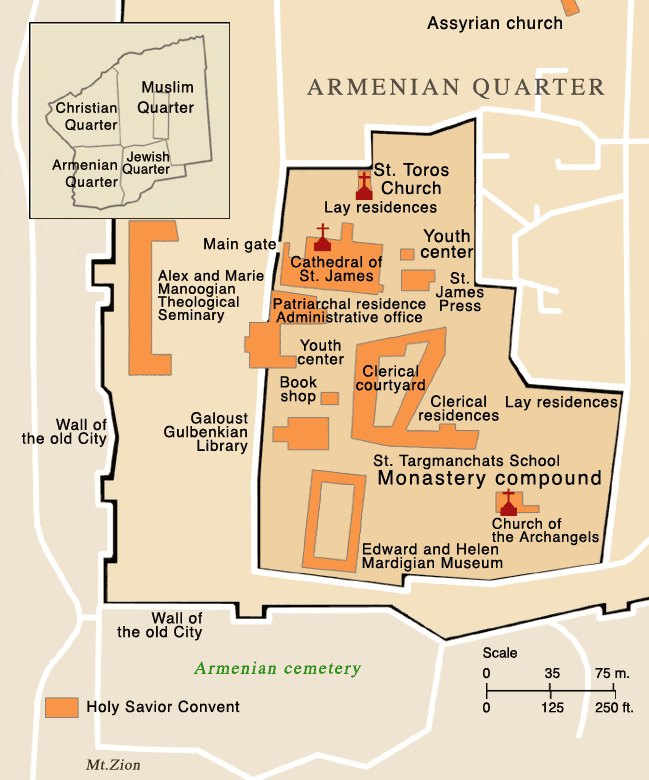
Схема вірменського кварталу Єрусалима

Собор Святого Якова — кафедральний собор вірменської церкви в Єрусалимі у вірменському кварталі, Старе місто, Єрусалим. Сучасну храмову будівлю зведено у XII столітті й присвячено апостолу Якову, вона розташована біля палацу патріарха та будівель патріархату.
Першу будівлю церкви зруйновано в 614 році. До будівлі з трьома навами XII століття в XVII столітті прибудовано нартекс. Є переказ, що за наказом Ірода Агріппи I на цьому місці був убитий мечем апостол Яків (Дії 12:2). Марії, яка також тут була, принесено голову апостола. У церкві поховано кістки черепа апостола. Решта його мощей зараз у Соборі святого Якова міста Сантьяґо-де-Компостела — одного з найважливіших паломницьких осередків Європи.

## Галерея

Кам'яна різьба
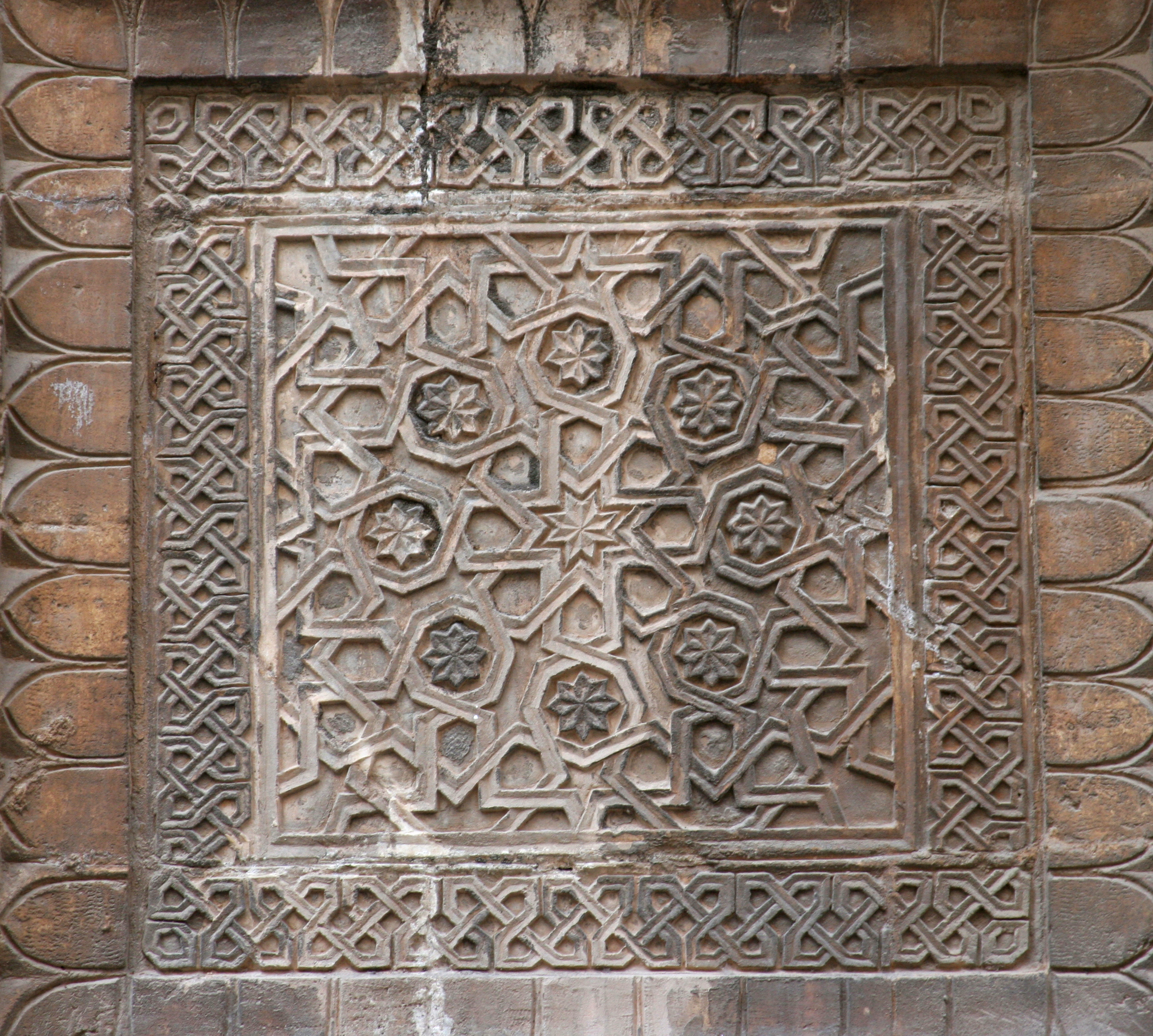
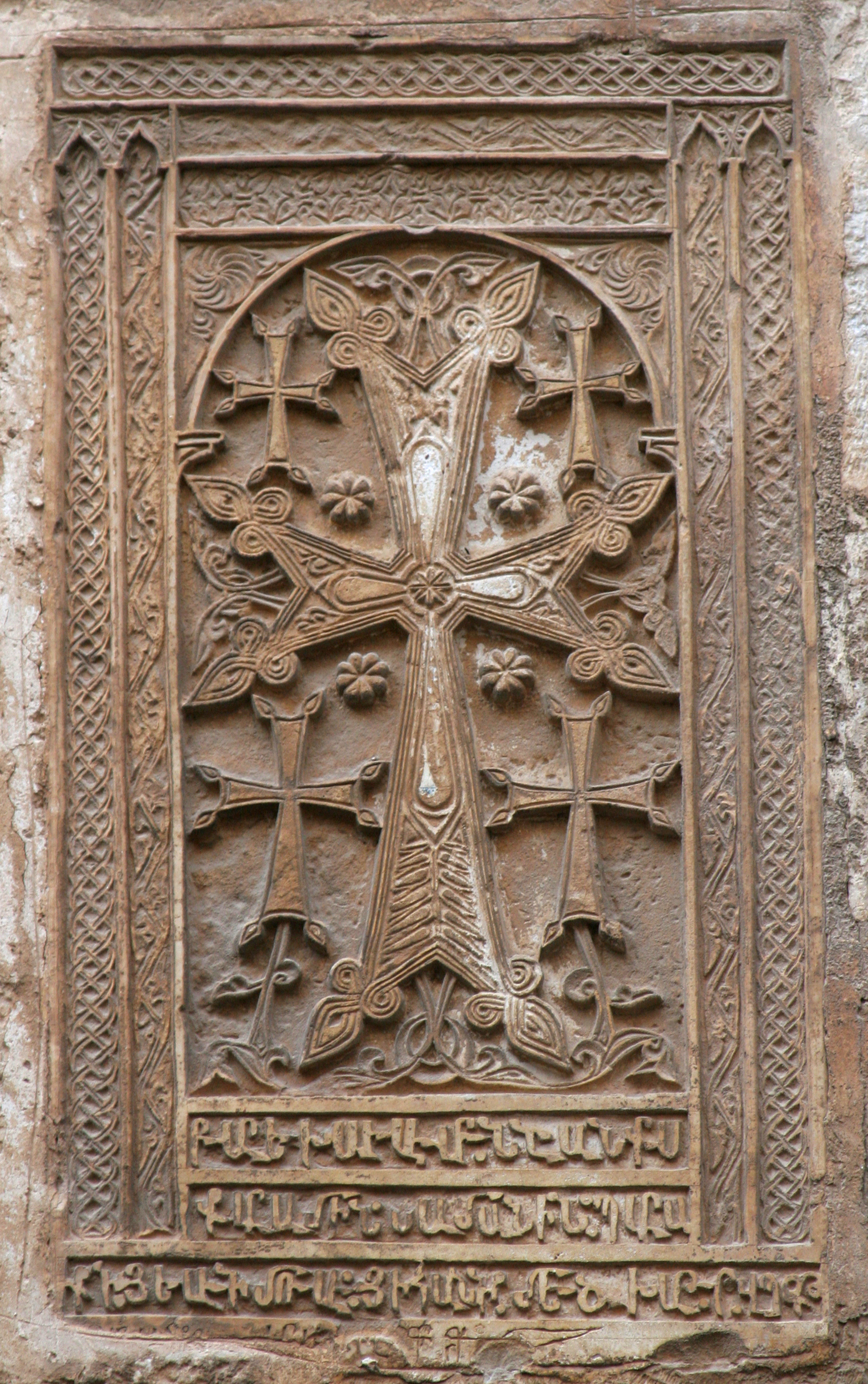
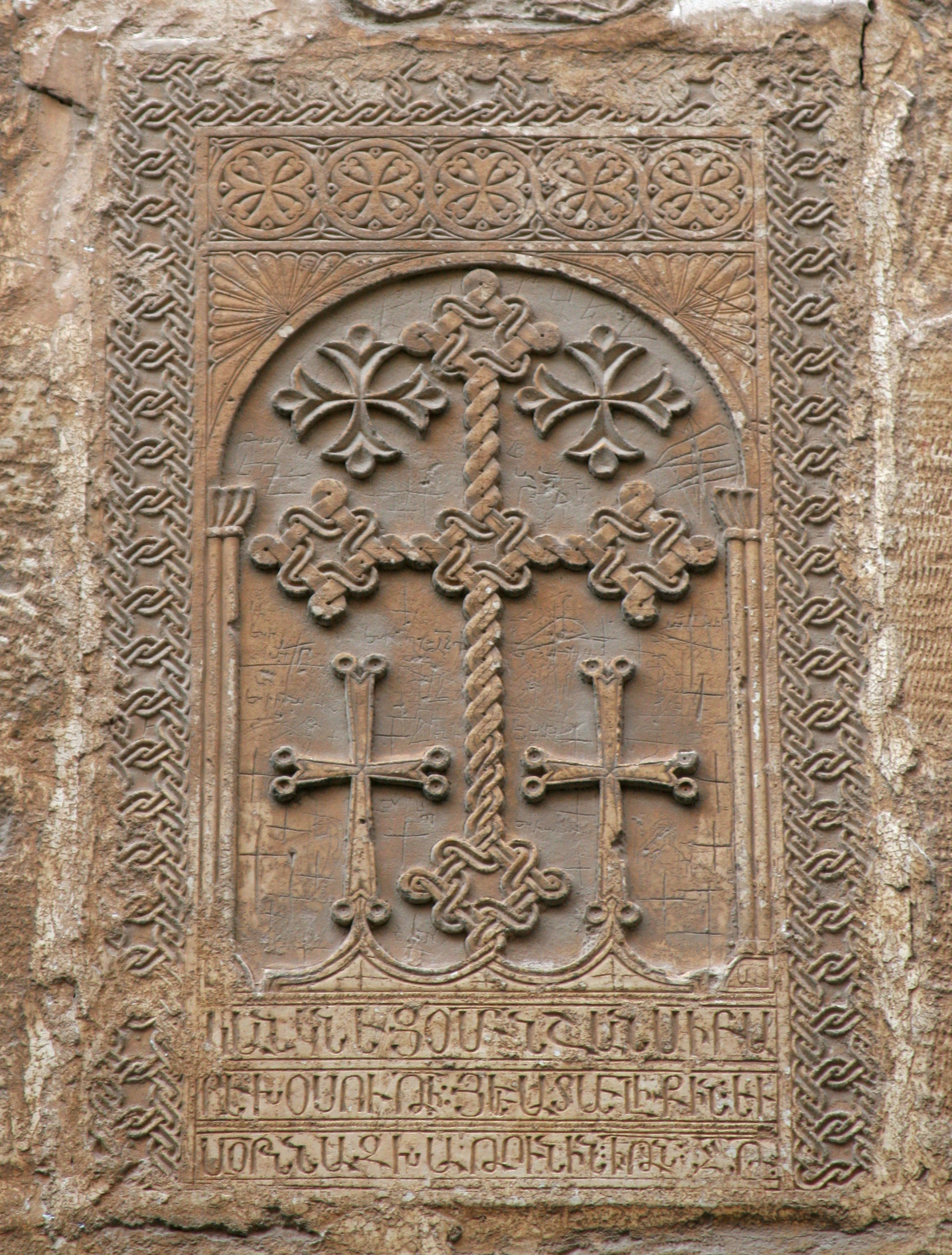
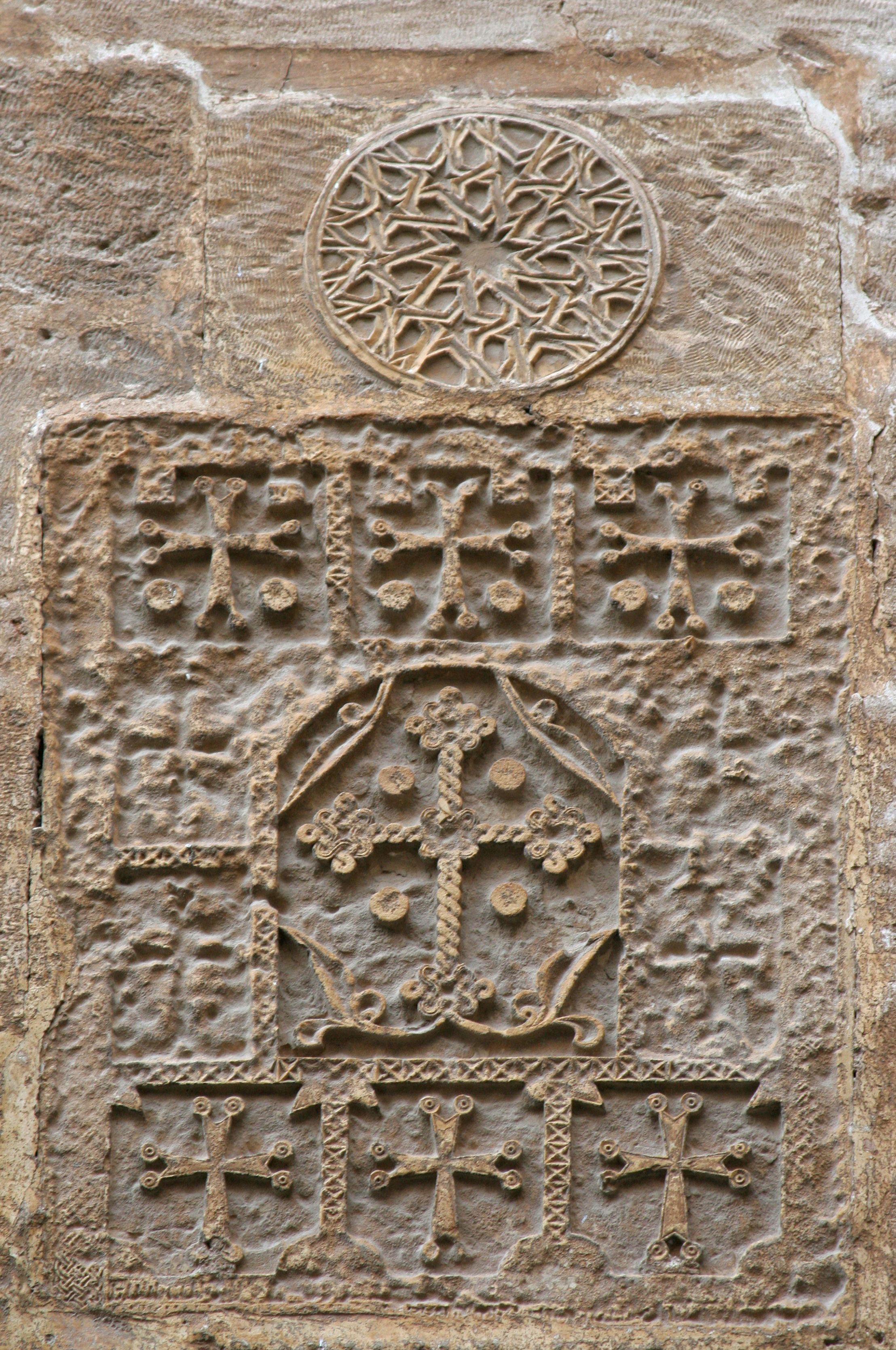
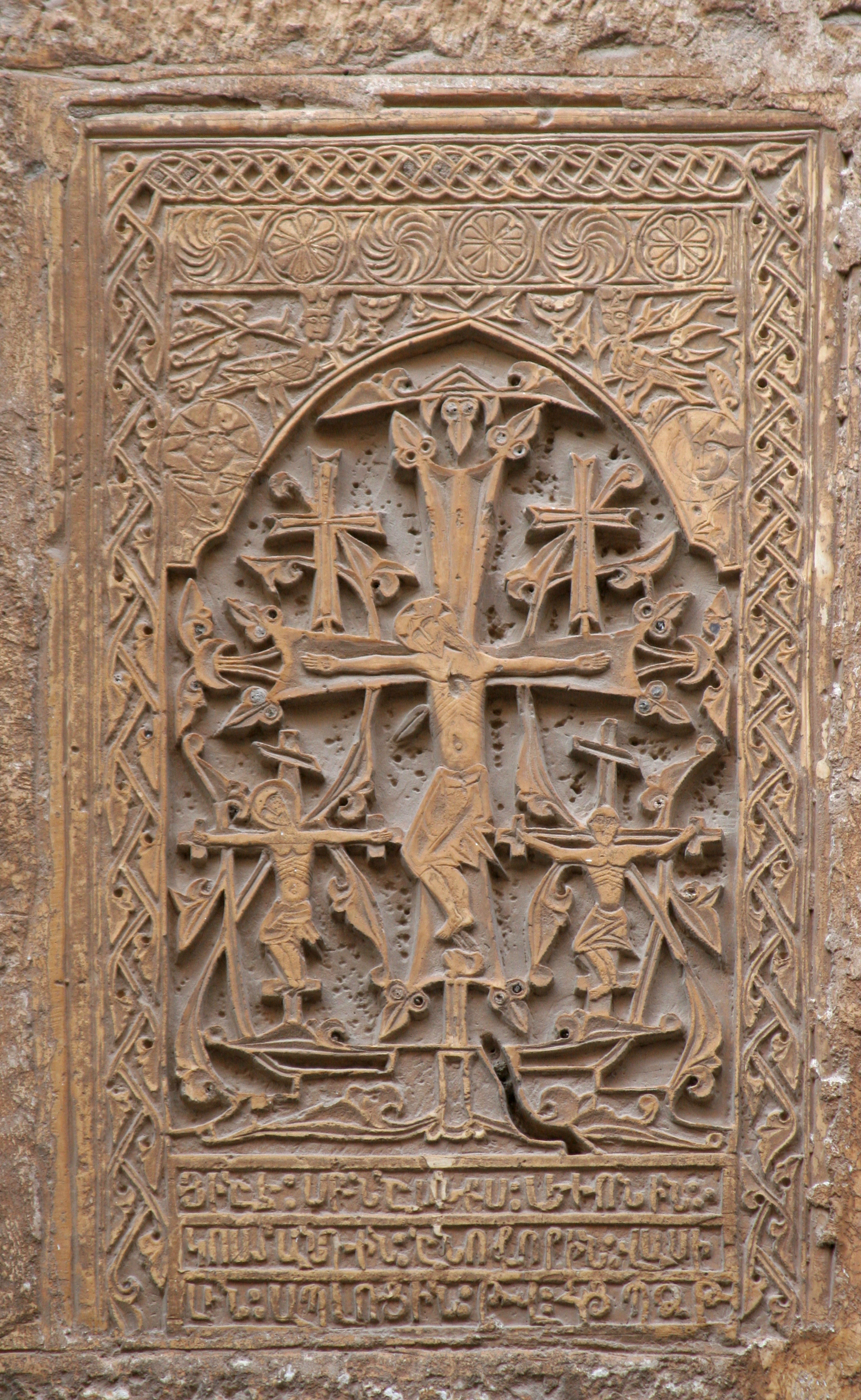